# Wasmannia
Wasmannia is een geslacht van mieren uit de onderfamilie van de Myrmicinae (Knoopmieren).

## Soorten
- W. affinis Santschi, 1929
- W. auropunctata

Dwergvuurmier (Roger, 1863)
- W. iheringi Forel, 1908
- W. lutzi Forel, 1908
- W. rochai Forel, 1912
- W. scrobifera Kempf, 1961
- W. sigmoidea (Mayr, 1884)
- W. sulcaticeps Emery, 1894
- W. villosa Emery, 1894
- W. williamsoni Kusnezov, 1952